# Clautinatis
Els clautinatis (en llatí Clautinatii, en grec antic Κλαυτινάτιοι "Klautinátoi") eren una tribu dels vindèlics mencionada per Estrabó.
Són probablement el mateix grup que Plini anomena Catenates en la transcripció que fa a la Naturalis Historia de les inscripcions del Trofeu dels Alps aixecat per August per commemorar la seva victòria sobre les tribus alpines.